# Крістіна Бранді
Крістіна Бранді (англ. Kristina Brandi; нар. 29 березня 1977) — колишня пуерториканська тенісистка.
Найвищу одиночну позицію рейтингу WTA — ранг 27 досягнула 4 грудня 2000 року.

## Фінали Туру WTA
| Легенда               |
| Grand Slam            |
| WTA Tour Championship |
| Tier I                |
| Tier II               |
| Tier III              |
| Tier IV and V         |

### Одиночний розряд (1 титул)
| Результат | Ранг | Дата           | Турнір                                        | Покриття | Опонент       | Рахунок       |
| --------- | ---- | -------------- | --------------------------------------------- | -------- | ------------- | ------------- |
| Перемога  | 1.   | 20 червня 1999 | Гертогенбос, Нідерландські Антильські острови | Трава    | Сільвія Талая | 6–0, 3–6, 6–1 |

## Фінали ITF, одиночний розряд 25 (16-9)
| Легенда          |
| ---------------- |
| Турніри $100,000 |
| Турніри $75,000  |
| Турніри $50,000  |
| Турніри $25,000  |
| Турніри $10,000  |

| Результат | Ранг | Дата             | Турнір                    | Покриття | Опонент             | Рахунок       |
| --------- | ---- | ---------------- | ------------------------- | -------- | ------------------- | ------------- |
| Перемога  | 1.   | 4 липня 1994     | Індіанаполіс, США         | Тверде   | Машона Вашінгтон    | 6-1, 6-3      |
| Поразка   | 2.   | 25 липня 1994    | Roanoke, США              | Тверде   | Наґатомі Кейко      | 6-7, 3-6      |
| Поразка   | 3.   | 9 жовтня 1995    | Седона, США               | Тверде   | Темі Вітлінгер      | 4-6, 4-6      |
| Поразка   | 4.   | 6 квітня 1997    | Фінікс, США               | Тверде   | Лі Фан              | 1-6 2-6       |
| Перемога  | 5.   | 26 січня 1998    | Клірвотер, США            | Тверде   | Машона Вашінгтон    | 6-1, 6-2      |
| Перемога  | 6.   | 5 квітня 1998    | Фінікс, США               | Тверде   | Лілія Остерло       | 6-0 6-4       |
| Перемога  | 7.   | 20 липня 1998    | Peachtree, США            | Тверде   | Анна Кремер         | 6-3 6-3       |
| Поразка   | 8.   | 2 серпня 1998    | Солт-Лейк-Сіті, США       | Тверде   | Маріан де Свардт    | 2-6 2-6       |
| Перемога  | 9.   | 1 листопада 1998 | Остін (Техас), США        | Тверде   | Мейлен Ту           | 3-6 6-3 6-4   |
| Перемога  | 10.  | 1 серпня 1999    | Солт-Лейк-Сіті, США       | Тверде   | Лі Фан              | 6-4 6-3       |
| Поразка   | 11.  | 30 квітня 2000   | Сарасота, США             | Тверде   | Меган Шонессі       | 1-6 3-6       |
| Поразка   | 12.  | 4 червня 2001    | Surbiton, Велика Британія | Трава    | Фудзівара Ріка      | 3-6 3-6       |
| Перемога  | 13.  | 13 травня 2003   | Шарлотсвілл, США          | Ґрунт    | Крістіна Вілер      | 4-6 6-4 6-2   |
| Перемога  | 14.  | 8 червня 2003    | Surbiton, Велика Британія | Трава    | Чо Юн Чон           | 6-1 6-3       |
| Перемога  | 15.  | 08 липня 2003    | College Park, США         | Тверде   | Людмила Скавронська | 6-1 6-1       |
| Перемога  | 16.  | 28 липня 2003    | Луїсвілл (Кентуккі), США  | Тверде   | Шенай Перрі         | 3-6 6-4 6-4   |
| Перемога  | 17.  | 14 вересня 2003  | Peachtree, США            | Тверде   | Еллісон Бредшоу     | 6-0 6-1       |
| Перемога  | 18.  | 22 вересня 2003  | Альбукерке, США           | Тверде   | Мілагрос Секера     | 6-2 6-2       |
| Перемога  | 19.  | 5 жовтня 2003    | Трой (Алабама), США       | Тверде   | Марія Елена Камерін | 7-6(9-7), 6-3 |
| Поразка   | 20.  | 19 жовтня 2003   | Седона, США               | Тверде   | Саманта Рівз        | 5-7 6-1 4-6   |
| Перемога  | 21.  | 4 червня 2005    | Surbiton, Велика Британія | Трава    | Лора Гренвілл       | 6-3 6-1       |
| Поразка   | 22.  | 2 жовтня 2005    | Ashland, США              | Тверде   | Напапорн Тонгсалі   | 4-6 6-2 4-6   |
| Перемога  | 23.  | 16 жовтня 2005   | Сан-Франциско, США        | Тверде   | Лілія Остерло       | 5-7 6-4 6-4   |
| Перемога  | 24.  | 10 червня 2006   | Surbiton, Велика Британія | Трава    | Лора Гренвілл       | 7-5 6-0       |
| Поразка   | 25.  | 19 вересня 2006  | Альбукерке, США           | Тверде   | Аша Ролле           | 2-6 4-6       |

| Турніри $100,000 |
| Турніри $75,000  |
| Турніри $50,000  |
| Турніри $25,000  |
| Турніри $10,000  |

| Результат | Ранг | Дата            | Турнір                                     | Покриття | Партнер       | Опоненти in the final            | Рахунок       |
| Поразка   | 1.   | 20 червня 1994  | Гілтон-Гед-Айленд (Південна Кароліна), США | Ґрунт    | Карін Міллер  | Анджела Леттьєр Stacey Sheppard  | 6-4, 2-6, 6-7 |
| Перемога  | 2.   | 4 липня 1994    | Індіанаполіс, США                          | Тверде   | Карін Міллер  | Анджела Леттьєр Vera Vitels      | 6-2, 4-6, 7-6 |
| Поразка   | 3.   | 25 липня 1994   | Roanoke, США                               | Тверде   | Карін Міллер  | Гейл Біггс Клодін Толеафоа       | 6-4, 3-6, 5-7 |
| Поразка   | 4.   | 1 лютого 1998   | Клірвотер, США                             | Тверде   | Карін Міллер  | Морін Дрейк Рената Колбовіч      | 6-4 3-6 4-6   |
| Поразка   | 5.   | 10 вересня 2002 | Peachtree, США                             | Тверде   | Allison Baker | Дженніфер Расселл Крістіна Вілер | 2–6 6–7(3-7)  |
| Поразка   | 6.   | 8 липня 2003    | College Park, США                          | Тверде   | Кім Грант     | Дженніфер Расселл Ліза Макші     | 2–6 6–4 5–7   |